# Gnaphalium stagnale
Gnaphalium stagnale là một loài thực vật có hoa trong họ Cúc. Loài này được (I.M.Johnst.) Anderb. mô tả khoa học đầu tiên năm 1991.